# Kunstsammlung des Hauses Waldburg-Wolfegg
Die Kunstsammlung des Hauses Waldburg-Wolfegg (auch Wolfegger Kabinett) ist eine umfangreiche private Sammlung von Grafiken aus dem Spätmittelalter und der Renaissance im Besitz des Adelshauses Waldburg-Wolfegg.
Zu den bekanntesten inzwischen veräußerten Einzelstücken, die noch bis zum Ende des 20. Jahrhunderts Bestandteil der Sammlung waren, gehörten das einzig erhaltene Exemplar der Waldseemüller-Weltkarte, das Mittelalterliche Hausbuch und der Kleine Klebeband.